# Afonso Fernandes Coronel
Afonso Fernandes Coronel (em castelhano: Alonso Fernández Coronel, Sevilha, ca. 1310 - Aguilar, 2 de fevereiro de 1353) foi um rico-homem e nobre da Coroa de Castela. Foi senhor de Montalbã, Capilla, Burguilhos (Badajoz) e Bolaños de Campos, e aguazil-mor de Sevilha, sucedendo ao sogro no cargo.

## Vida
Afonso nasceu em Sevilha em 1310 e era filho de João Fernandes Coronel, um servo de Fernando IV (r. 1295–1312), e Sancha Gonçalves de Meneses. Até seus oito anos, viveu com sua tia Maria Afonso Coronel, viúva de Afonso Peres de Gusmão. Depois se mudou para Valhadolide, onde serviu na casa de Afonso XI em sua menoridade e enriqueceu. Deve ter participado na campanha real em Olvera de 1327, que terminou com a conquista da cidade das mãos do Reino Nacérida de Granada. Em 1329, quando era aguazil-mor de Sevilha, representou sua cidade nas cortes de Valhadolide. À época, e pelo menos até 1347, adquiriu várias propriedades nos arredores de Sevilha, sobretudo Aljafare, Campo de Tejada e Carmona. Além destas, recebeu da sua falecida tia Maria Afonso (m. 1330) a cidade de Bolaños de Campos e heranças na Galiza, Leão e Portugal.
Em 1332, foi nomeado cavaleiro por Afonso XI nas festividades de sua coroação e no ano seguinte lutou e foi ferido no Quarto Cerco de Gibraltar. Nos anos seguintes, se sabe que esteve ativo nas fronteiras com Portugal e Navarra. Por volta de 1339, acumulou os cargos de copeiro real, tabelião do Reino de Leão, mordomo do infante Henrique e aguazil-mor de Sevilha. Em 1340, esteve na decisiva Batalha do Salado contra um exército conjunto merínido-granadino, carregando a bandeira de Sevilha. No mesmo ano, executou, sob as ordens do rei, Gonçalo Martins de Oviedo, mestre da Ordem de Alcântara. Em 1341 ou 1342, recebeu Montalbã, apesar da oposição de Toledo. Em 1342, representou o rei na embaixada a Avinhão para negociar a concessão de terças e dízimos para enfrentar os muçulmanos do Alandalus, e em janeiro de 1343, integrou o exército real que estava sitiando Algeciras.
Em 29 de junho de 1343, estabeleceu um morgado com Montalbã e suas casas em Sevilha para seu filho João Afonso. Em 1348, obteve a vila de Capilla, que Afonso XI lhe deu como indenização por não ter podido dar-lhe o senhorio de Aguilar a princípio. Nesse tempo, manteve boas relações com Leonor de Gusmão, concubina e favorita do rei, a ponto de receber o ofício de aguazil de Medina Sidônia, a principal posse dela. Quando Afonso XI morreu de peste em 1350, porém, Fernandes distanciou-se do círculo de Leonor e aproximou-se de João Afonso de Albuquerque, um dos homens influentes dos primeiros anos do reinado de Pedro I, conseguindo conservar seu cargo no conselho real e copeiro-mor do rei. Essa relação também permitiu a Fernandes tomar Aguilar. No mesmo movimento, abandonou o antigo brasão de sua família (cinco águias brancas sobre um campo vermelho) por outro representando sua nova aquisição (água azul em campo branco).
Em troca desses benefícios, João Afonso exigiu que Coronel entregasse Burguilhos, que possuía desde o desmantelamento da Ordem dos Templários. Sua recusa em cedê-la e o fato de ter abandonado o partido de Albuquerque quando Pedro adoeceu em 1350 para apoiar a possível sucessão ao trono de João Nunes III de Lara  em vez do infante Fernando de Aragão, que era o candidato de Albuquerque, causou inimizade entre eles. Ainda neste ano, João Nunes faleceu e seus partidários foram perseguidos. Garci Laso de la Vega, o adiantado de Castela, foi assassinado em 22 de maio de 1351 e Coronel se recusou a comparecer às cortes de Burgos, optando por se esconder em Aguilar. Esperava obter apoio de seus parentes da casa de Gusmão, mas a ajuda não veio e ficou isolado. Foi declarado rebelde e Pedro tomou Burguilhos, Capilha, Montalbã e Torija. Em janeiro de 1352, teve início o cerco contra Aguilar, e em 1 de janeiro de 1353 o rei em pessoa liderou o ataque final. Em fevereiro, o castelo foi tomado e Coronel foi decapitado e queimado junto de seus partidários. Antes de ser executado, teria pronunciado a frase: "Dom João Afonso, esta é Castela, que faz os homens e os gasta".
Afonso foi sepultado no mosteiro de Santa Clara de Guadalaxara, fundado por sua linhagem. Todos os seus bens foram distribuídos entre novos beneficiários, embora os de Sevilha tenham passado para seus filhos. Diz-se que o senhorio de Aguilar foi então entregue ao outro candidato, Bernardo II de Cabrera, mas parece que permaneceu com a realeza.

## Descendência
Afonso se casou antes de 1331 com Elvira Afonso de Biedma, senhora de Torija, filha de Afonso Fernandes de Biedma, o aguazil de Sevilha, e Maria Nóvoa, com quem teve quatro filhos:
- Maria Coronel (Sevilha, 1334 - Sevilha, 2 de dezembro de 1409),[8] casou-se em setembro de 1350 com João de la Cerda,[9] senhor de Porto de Santa Maria. Fundou o mosteiro de Santa Inês em Sevilha, onde se aposentou em sua viuvez;[8]

- Maior Coronel, esposa de Gomes Carrilho de Quintana, copeiro real de Henrique II e beneficiário de várias mercês;[10]

- Aldonça Coronel, esposa de Álvares Peres de Gusmão, senhor de Olvera;[2]

- João Afonso Coronel, que morreu jovem e sem filhos.[2]